# Ижевский завод пластмасс
АО «Ижевский завод пластмасс» — советское и российское промышленное предприятие, выпускающее продукцию на основе вспененного полиэтилена.

## История
Завод был образован решением Совета Министров СССР № ПП-7738 от 31 мая 1972 года. Предприятие входило в состав Министерства химической промышленности. Первоначальное назначение завода — завод-спутник автомобильного производственного предприятия «ИЖМАШ», определило состав его основных цехов. На протяжении многих лет продукция отечественного автопрома была основной для Ижевского завода пластмасс..
В 1974 году на базе комплектного оборудования фирмы Hennecke (Германия) началось производство полужёстких и эластичных формованных пенополиуретанов, выпускались детали отделки салона автомобиля из полужестких и интегральных пенополиуретанов, набивки сидений для автомобилей.
В 1980 году на заводе было организовано опытно-промышленное производство полиуретановых эластомеров для обеспечения предприятий оборонного комплекса. Производство полиуретанов было ориентировано на изделия для бронетанковой техники и на средства защиты личного состава вооружённых сил от различных поражающих факторов современного боя. Наибольшее развитие это производство получило в годы войны в Афганистане.
В 1980 — 1982 годах поочередно вводилось в эксплуатацию производство литьевых изделий из термопластов — одно из крупнейших в отрасли.
С 1985 года на заводе действует производство листа из пенополиэтилена по технологии физической сшивки. Оборудование и технология производства были закуплены у фирмы Sekisui Chemical, Co. (Япония)..
Сегодня этот материал широко известен в России и за рубежом под торговой маркой ИЗОЛОН (ISOLON). Вспененный полиэтилен Изолон сочетает в себе тепло-,паро-,гидро- и звукоизоляцию одновременно. Материал получил применение практически во всех отраслях: строительство, машиностроение, автомобилестроение, упаковка, пищевая промышленность, обувная и ортопедическая промышленность,медицина, спорт, туризм.
В 1989 году — освоение производства комплектующих деталей для нового российского автомобиля ИЖ-2126 «Орбита». Смонтированы 4 линии по производству ППУ (в том числе 3 линии на оборудовании фирмы «Галино», Италия), 2 линии для вакуумформования (Венгрия) и другое оборудование.
В 1993 году — завод преобразован в Акционерное общество открытого типа. В 1997 году — происходит активная модернизация оборудования и расширение производства сшитых вспененных полиолефинов. В 1999 году введены новые участки экструзии и сшивки пенополиэтилена, оснащённые отечественным оборудованием.
1 ноября 2004 года был убит председатель совета директоров Ижевского завода пластмасс Николай Востриков

## Завод сегодня[когда?]
Завод сегодня[когда?] является крупнейшим в России и странах Содружества Независимых Государств производителем вспененных полиолефинов и физически сшитого пенополиэтилена.. По состоянию на 2011 год на долю АО «ИЗП» приходилось около 65 % рынка сшитого пенополиэтилена.. По состоянию на 2011 год ассортимент выпускаемой продукции насчитывал более 3 тысяч марок..
Ижевский завод пластмасс остаётся[неопределённость] единственным предприятием в России, предлагающим весь спектр видов вспененных пенополиолефинов и является одним из крупнейших производителей. Организация включена в Национальный Реестр «Ведущие промышленные предприятия России» на основании предложения Министерства промышленности и энергетики Удмуртской республики. Численность персонала составляет 801 человек.